# 時代集團
時代集團控股有限公司，簡稱時代集團控股，以及時代集團（英語：SITOY GROUP HOLDINGS LIMITED，港交所：1023）。
總部位於香港和東莞，主席及首席執行官為前雅天妮中國有限公司（英語：ARTINI CHINA COMPANY LIMITED，港交所：0789）零售部總經理葉偉深。業務在中國經營生產、設計和銷售高檔及奢侈品牌，及高檔旅行品牌開發及製造手袋、小皮具及旅行用品。
2011年冬天，意大利奢侈品牌普拉達和IDG則入股該公司。集資額為近10亿港元，全球配售新股為249,600,000股，招股價為2.95至3.95港元之間，股份則在2011年12月6日於港交所主板上市。
2016年5月，時代集團以5.6億港元向鵬里資產管理購入觀塘偉業街164號全幢商廈The Mark（前身為工廈凱康大廈）。

## 連結
- Sitoy.com （页面存档备份，存于）